# 쑨푸밍
쑨푸밍(중국어 간체자: 孙福明, 정체자: 孫福明, 병음: Sūn Fúmíng, 한자음: 손복명, 1974년 4월 14일~)은 중화인민공화국의 유도 선수로 1996년 하계 올림픽에서 금메달 2004년 하계 올림픽에서 동메달을 획득했다.

## 경력
랴오닝성 톄링시 시펑에서 태어났으며, 애틀랜타 올림픽 헤비급 부문에서 금메달을 획득하였다. 8년 후에 아테네 올림픽에서 같은 부문의 동메달을 획득했다.